# Duboki kostelji
Duboki kostelji (lat. Centrophoridae) porodica morskih pasa kojoj pripadaju dva roda s ukupno 18 vrsta. U Jadranu živi jedino Centrophorus granulosus (Kostelj dubljinac),
Žive na jako velikim dubinama po svim ocreanima, na Jadranu samo na jugu, na dubinama od 350 – 1200 metara; obično na muljevitom i pijeskovitom dnu. Hrane se svim organizmima.

## Rodovi
1. Centrophorus Müller & Henle, 1837
2. Deania Jordan & Snyder, 1902

## Vanjske poveznice
|  | Zajednički poslužitelj ima još gradiva o temi Centrophoridae |
|  | Wikivrste imaju podatke o taksonu Centrophoridae             |